# Pedro Luís (cantor)
Pedro Luís Teixeira de Oliveira (Rio de Janeiro, 15 de outubro de 1960), mais conhecido simplesmente por Pedro Luís, é um músico brasileiro, notório por seu trabalho com as bandas Pedro Luís e a Parede e Monobloco. Foi casado com a cantora Roberta Sá.
Na década de 1980, foi um dos fundadores da casa de show Circo Voador, acompanhou o grupo teatral Asdrúbal Trouxe o Trombone e integrou a banda Paris 400, em 1984, funda a banda Urge, que misturava punk rock, samba e viola caipira. Em 1996, funda a banda Pedro Luís e a Parede.
Em 2017, participou do 28º Prêmio da Música Brasileira interpretando O Mundo (André Abujamra). E no ano seguinte, apresentou-se ao lado de Yamandu Costa e Hamilton de Holanda na 29ª edição do Prêmio da Música Brasileira, interpretando Fadas, em tributo a Luiz Melodia, o grande homenageado da noite. Apresentou o show Pérolas Negras, com versões que criou para músicas consagradas na voz do cantor e compositor Luiz Melodia. O show de estreia foi na casa de shows Blue Note Rio, em que subiu ao palco acompanhado dos músicos Élcio Cáfaro (bateria), Miguel Dias (baixo) e Pedro Fonseca (teclados).

## Discografia

### Carreira solo
- 2011 — Tempo de Menino
- 2014 — Aposto (DVD)

### Com a bandaPedro Luís e a Parede
- 1997 — Astronauta Tupy - Dubas/WEA
- 1999 — É Tudo 1 Real - WEA
- 2001 — Zona e Progresso - Universal Music
- 2004 — Vagabundo (com Ney Matogrosso) - Universal Music
- 2006 — Vagabundo Ao Vivo (com Ney Matogrosso) - Universal Music
- 2008 — Ponto Enredo - EMI
- 2010 — Navilouca Ao Vivo - Universal Music

### Com oMonobloco
- 2002 — Monobloco
- 2006 — Monobloco Ao Vivo (CD/DVD)
- 2010 — Monobloco 10 (CD/DVD)